# E-Live 2009
E-Live 2009 is een verzamelalbum van artiesten die optraden tijdens het E-Livefestival van 16 oktober 2009. Het festival dat elektronische muziek laat horen werd gehouden in Oirschot en het album liet een voorproefje horen van de muziek van de artiesten die toen optraden. Het waren allemaal stukken die voor het eerst te horen waren op compact disc. Er werden 500 exemplaren geperst.

## Muziek
| Nr. | Titel                | artiest                      | Duur  |
| --- | -------------------- | ---------------------------- | ----- |
| 1.  | Drive FDM            | Stephan Whitlan              | 14:13 |
| 2.  | P-W-M-C              | Faralley                     | 7:12  |
| 3.  | Analogue Satourn     | Brendan Pollard, Hashtronaut | 27:43 |
| 4.  | Sucrology (fragment) | Der Spyra                    | 12:11 |